# Conus malcolmi
Espèce
Conus malcolmi est une espèce de mollusques gastéropodes marins de la famille des Conidae.
Comme toutes les espèces du genre Conus, ces escargots sont prédateurs et venimeux. Ils sont capables de « piquer » les humains et doivent donc être manipulés avec précaution, voire pas du tout.

## Description
La taille de la coquille varie entre 11 mm et 30 mm.

## Distribution
Cette espèce marine est présente dans la Mer Rouge.

## Taxonomie

### Publication originale
L'espèce Conus malcolmi a été décrite pour la première fois en 2015 par les malacologistes Éric Monnier (d) et Loíc Limpalaër dans « Xenophora Taxonomy »,.

### Synonymes
- Conus (Splinoconus) malcolmi (Monnier & Limpalaër, 2015) · appellation alternative
- Kioconus (Ongoconus) malcolmi Monnier & Limpalaër, 2015 · non accepté
- Kioconus malcolmi Monnier & Limpalaër, 2015 · non accepté (combinaison originale)